# Alexei Tupolev

Alexei Andreievitch Tupolev (em russo Алексей Андреевич Туполев ; * 25 de maio de 1925; 12 de maio de 2001) foi um projetista aeronáutico soviético, como seu pai Andrei Nikolaievitch Tupolev.
Quando terminou seus estudos em 1942, se muda para Omsk, onde seu pai se conseguiu o cargo da direção de um novo OKB e trabalha pela primeira vez junto com ele. 
Seu primeiro trabalho como projetista foi desenvolver uma ponta de cauda em madeira para a fuselagem do Tupolev Tu-2. Esta solução técnica foi utilizada para a produção em série em razão da falta de materiais durante a Segunda Guerra Mundial. 
Após seu regresso à Moscou em 1943 e seus estudos no instituto de aeronáutica desta cidade em 1949, se integra definitivamente na oficina de estudos. Durante este período, trabalha principalmente no desenvolvimento do Tupolev Tu-16, um bombardeiro de longo alcance.
Após haver sido chefe de uma equipe de projeto durante a década de 1960, ocupa o cargo de projetista chefe após o falecimento de seu pai em 1972.
Foi responsável, entre outros feitos, da concepção do primeiro avião comercial supersônico soviético, o Tupolev Tu-144, apelidado de forma irônica no ocidente como Konkordski por causa de sua enorme semelhança com o Concorde. Também participou no desenvolvimento do ônibus espacial soviético Buran.